# Xã Rose Hill, Quận Johnson, Missouri
Xã Rose Hill (tiếng Anh: Rose Hill Township) là một xã thuộc quận Johnson, tiểu bang Missouri, Hoa Kỳ. Năm 2010, dân số của xã này là 996 người.